# 今宮子供えびすマンザイ新人コンクール
今宮戎神社 こどもえびす マンザイ新人コンクール（いまみやえびすじんじゃ こどもえびす マンザイしんじんコンクール）は、上方の漫才の賞。「今宮こどもえびす新人漫才コンクール」とも表記される。
1980年（昭和55年）から毎年夏に今宮戎神社（大阪府大阪市浪速区）の境内で行われる「今宮こどもえびす祭」の中で開催されているもので、子供向けの大会というわけではない。2020年（令和2年）から2022年（令和4年）はコロナウイルス感染症流行の影響で今宮こどもえびす祭が行われておらず、コンクールも開催されていない。2023年（令和5年）から復活。
開催の発起人は「てなもんや三度笠」を手掛けたプロデューサー、澤田隆治。開催事務局は澤田の芸能事務所「テレビランド」内にある。

## 概要
- 参加資格はプロもしくはプロを目指していて、過去に受賞経験のないコンビもしくはグループ。
- 名称にマンザイを冠しているが、コントでの出場も可能。
- 最高賞は「福笑い大賞」で、賞金は20万円。次いで「奨励賞」は、賞金10万円。
- 福娘が選ぶ「福娘大賞」の受賞者には記念品が贈られる。
- 第1回から放送作家の香川登枝緒が審査委員長を務めていた。1994年（平成6年）に香川が逝去したため、第15回から「香川登枝緒賞」が設けられた。第23回からは「香川登枝緒記念敢闘賞」と改称され、10万円の賞金と副賞が贈られる。
- 第7回から第24回まで、審査員の子供が選ぶ「こども大賞」が設けられていた。
- MCは田渕岩夫。

## 受賞者
コンビ名はいずれも受賞当時。
| 第1回 1980年                                                   | じゃんけんぽん         | 伊豆あすか・奄美きょうか   |                        |                          |                      |
|                                                                | 福笑い大賞             | 奨励賞                     | 敢闘賞                 |                          |                      |
| 第2回 1981年                                                   | 大木こだま・ひびき     | 宮川大助・花子             | うきうき・どきどき     |                          |                      |
|                                                                | 福笑い大賞             | 奨励賞                     |                        |                          |                      |
| 第3回 1982年                                                   | 松本・浜田             | NGII                       |                        |                          |                      |
|                                                                | 福笑い大賞             | 奨励賞                     | 奨励賞                 |                          |                      |
| 第4回 1983年                                                   | 銀次・政二             | コントパロル               | めぐみ・れいこ         |                          |                      |
| 第5回 1984年                                                   | 渚リング・サイド       | ルネッサンス               | 西田タカミ・キヨミ     |                          |                      |
|                                                                | 福笑い大賞             | 奨励賞                     | 特別賞                 |                          |                      |
| 第6回 1985年                                                   | コントきゃんでいず     | それいけ!二匹              | コントパワーズ         |                          |                      |
|                                                                | 福笑い大賞             | 奨励賞                     | こども大賞             |                          |                      |
| 第7回 1986年                                                   | 圭太・修吉             | ヤンキース                 | どんきほ〜て           |                          |                      |
| 第8回 1987年                                                   | ボブキャッツ           | 中田はじめ・圭祐           | オールディーズ         |                          |                      |
| 第9回 1988年                                                   | 月亭かなめ・ぜんじろう | スプーン                   | リットン調査団         |                          |                      |
| 第10回 1989年                                                  | ベイブルース           | サムソンズ                 | NYストリート           |                          |                      |
| 第11回 1990年                                                  | 中田尚希・裕士         | トゥナイト                 | どすこい隊             |                          |                      |
| 第12回 1991年                                                  | しましまんず           | ジャドリスト               | ナインティナイン       |                          |                      |
|                                                                | 福笑い大賞             | 奨励賞                     | 奨励賞                 | こども大賞               |                      |
| 第13回 1992年                                                  | 凸撃アトミック         | 立ち食いうどん・そば       | AZAS                   | 海生兄弟                 |                      |
| 第14回 1993年                                                  | ギャグガスバクハツ     | 浮世亭てっ平・ミリカ       | 横山まさみ・松島ひでお | メッセンジャー           |                      |
|                                                                | 福笑い大賞             | 奨励賞                     | こども大賞             | 香川登枝緒賞             |                      |
| 第15回 1994年                                                  | おおかみ少年           | プリンプリン               | ゆんぼー               | 海原やすよ・ともこ       |                      |
| 第16回 1995年                                                  | SNOB                   | アウトローズ               | 三豊クリーニング       | こん松・せんべい         |                      |
| 第17回 1996年                                                  | 騎兵隊                 | G★MENS                     | ししとう               | ツインテール             |                      |
| 第18回 1997年                                                  | レイザーラモン         | ボルサリーノ               | ねこじゃらし           | カモン・カモン・カモン   |                      |
| 第19回 1998年                                                  | りあるキッズ           | オーケイ                   | ぴ～す                 | ペットショップ           |                      |
| 第20回 1999年                                                  | さゆみ・ひかり         | 荒波部屋                   | モーニンコール         | サミットクラブ           |                      |
| 第21回 2000年                                                  | 四次元ナイフ           | 7                          | ズームエレファント     | 浮世亭とんぼ・横山まさみ |                      |
|                                                                | 福笑い大賞             | 奨励賞                     | こども大賞             | 香川登枝緒賞             |                      |
| 第22回 2001年                                                  | ダブルコセガレ         | 安田大サーカス             | 安田大サーカス         | つばさ・きよし           |                      |
| 第23回 2002年                                                  | たなか・こうさか       | うがじん                   | うがじん               | オレンジ                 |                      |
|                                                                | 福笑い大賞             | 奨励賞                     | こども大賞             | 福娘大賞                 | 香川登枝緒記念敢闘賞 |
| 第24回 2003年                                                  | アホマイルド           | ボエーム                   | アメリカンパンクロック | ロビンス                 | よしんば             |
|                                                                | 福笑い大賞             | 奨励賞                     | 香川登枝緒記念敢闘賞   | 福娘大賞                 |                      |
| 第25回 2004年                                                  | トライアングル         | 外人部隊カーン&ニキータ    | 横山ともや・たつや     | エージェント             |                      |
| 第26回 2005年                                                  | 左ミドル               | バルチック艦隊             | 漫才ゲリラ             | ヴェートーベン           |                      |
| 第27回 2006年                                                  | まいなすしこう         | ザイオン                   | のみくい処             | アリキック               |                      |
| 第28回 2007年                                                  | 鳳仙花                 | モンスターエンジン         | つるかめランド         | レモンスカッシュ         |                      |
| 第29回 2008年                                                  | マグナム               | 田畑藤本                   | 歩                     | 歩                       |                      |
| 第30回 2009年                                                  | あわよくば             | ぱぱとかんた               | タナからイケダ         | タナからイケダ           |                      |
| 第31回 2010年                                                  | D-ハツラツ             | ミルクボーイ               | ポコタン               | こけらおとし             |                      |
|                                                                | 福笑い大賞             | 奨励賞                     | 福娘大賞               | 香川登枝緒記念敢闘賞     |                      |
| 第32回 2011年                                                  | ミミズ大臣             | 小褄取り                   | 小褄取り               | ヒダリウマ               |                      |
|                                                                | 福笑い大賞             | 奨励賞                     | 香川登枝緒記念敢闘賞   | 福娘大賞                 |                      |
| 第33回 2012年                                                  | にわとりヘッド         | インディアンス             | グッピィー             | しゃかりき               |                      |
| 第34回 2013年                                                  | 八福亭                 | マッスルブラザーズ         | ヒップ☆スター          | えんぴつ消しゴム         |                      |
| 第35回 2014年                                                  | パンダユナイテッド     | シチガツ                   | 鬼越トマホーク         | 十手リンジン             |                      |
| 第36回 2015年                                                  | イブンカ               | ニューポップスオーケストラ | 美たんさん             | みーとバイバイ           |                      |
| 第37回 2016年                                                  | からし蓮根             | けむり                     | チャーミング炒飯       | マグリット               |                      |
| 第38回 2017年                                                  | さや香                 | メンバー                   | なにわスワンキーズ     | おたまじゃくし           |                      |
| 第39回 2018年                                                  | たくろう               | パーティーパーティー       | ZUMA                   | こばんざめ佐藤           |                      |
| 第40回 2019年                                                  | コウテイ               | 紅しょうが                 | ダブルヒガシ           | 怪奇!YesどんぐりRPG      |                      |
| 2020年～2022年度は新型コロナウイルス感染拡大の影響で開催中止。 |                        |                            |                        |                          |                      |
| 第41回 2023年                                                  | ぺんとはうす           | cacao                      | ぐろう                 | ファンファーレと熱狂     |                      |
| 第42回 2024年                                                  | ジョックロック         | ガシヒ                     | マーメイド             | シェモア                 |                      |
| 第43回 2025年                                                  | 例えば炎               | あんよの日                 | 観音日和               | おもしろジャンケン       |                      |

### 備考
- 結成直後の福笑い大賞受賞例。
  - 第2回（1981年）大会で大賞を受賞した大木こだま・ひびきは、結成わずか2か月だった。
  - 第3回（1982年）大会で大賞を受賞した松本・浜田（後のダウンタウン）は結成3か月弱で吉本総合芸能学院（NSC）在学中だった。
  - 第9回（1988年）大会で大賞を受賞した月亭かなめ・ぜんじろうは、当時それぞれピンで活動していたぜんじろうと月亭かなめが大会本番の4日前に急遽結成されたコンビだった。
- 第29回（2008年）福笑い大賞の「マグナム」は小学生コンビ。新人漫才奨励賞の藤本淳史（田畑藤本）は東京大学卒の為、当時「小学生が東大を倒した」と話題になった。